# Левицкий, Артур Станиславович
Артур Станиславович Левицкий (бел. Артур Станіслававіч Лявіцкі; род. 17 марта 1985, Минск) — белорусский футболист, игравший на позиции полузащитника.

## Клубная карьера
Играл за различные клубы в низших лигах. В 2006 попал в могилёвский «Савит», игравший во второй лиге. С этим клубом прошёл все лиги белорусского чемпионата. После распада клуба в 2009 году перешёл в жодинское «Торпедо». В декабре 2010 пополнил состав «Гомеля», в августе 2012 подписал контракт с «Минском».
По окончании сезона 2012 вернулся в «Торпедо-БелАЗ». В жодинском клубе закрепился в основе, обычно играл на позиции центрального полузащитника. В январе 2015 года покинул «Торпедо-БелАЗ» и вскоре объявил о завершении профессиональной карьеры.
В августе 2016 года в качестве любителя присоединился к могилёвскому «Торпедо» во Второй лиге, где выступал до конца сезона 2016. В начале 2018 года был заявлен во Второй лиге за клуб «Горки», выступал за эту команду и в сезоне 2019.

## Достижения
- Чемпион Первой лиги: 2007
- Обладатель Кубка Белоруссии: 2010/11
- Обладатель Суперкубка Белоруссии: 2012